# كانتاس
خطوط كانتس الجوية أو خطوط كوانتس الجوية (بالإنجليزية: Qantas Airways)، هي الناقل الرسمي الأسترالية وأكبر شركة طيران في البلاد من حيث حجم الأسطول والرحلات الدولية والوجهات الدولية. الاسم اختصار ل:(كوينزلاند والإقليم الشمالي للخدمات الجوية المحدودة)(بالإنجليزية: Queensland and Northern Territory Aerial Services Ltd) وتلقب ب"الكنغر الطائر". كانتاس عضو مؤسس في تحالف عالم واحد.
يقع المقر الرسمى للشركة في سيدني، وتتخذ من مطار سيدني الدولي مركزاً لعملياتها، تعد الشركة أكبر شركات الطيران الأسترالية كما تعد ثالث أقدم شركات الطيران العاملة في العالم حيث أسست في نوفمبر 1920. بجانب أنها أقدم الشركات في العالم المتحدث بالإنجليزية، تقدم خطوط كانتس الجوية خدماتها إلى أكثر من 140 وجهة في أفريقيا، آسيا، أوروبا، وأمريكا الشمالية، وتم اختيار الشركة كثالث أحسن مشغل جوى عام 2008 متقدمة مركزين عن عام 2007 ومتأخرة مركزاً واحداً عن عامى 2005 و 2006 وفقا لسكايتراكس.

الشعار السابق

## الوجهات
تدير كانتاس رحلات طيران إلى القارة القطبية الجنوبية. علقت رحلاتها عدة سنوات بسبب تحطم طائرة طيران نيوزيلندا الرحلة 901 على جبل إريبوس في عام 1979. استأنفت كانتاس الرحلات في عام 1994.
أعلنت كانتاس في 19 مارس 2020 أنها ستعلق جميع الرحلات الدولية وحوالي 60٪ من الرحلات الداخلية من نهاية مارس حتى 31 مايو 2020 على الأقل بعد توسيع قيود السفر الحكومية بسبب جائحة فيروس كورونا.

### اتفاقيات الرمز المشترك
اعتبارًا من أكتوبر 2016، أبرمت كانتاس اتفاقية الرمز المشترك مع شركات الطيران التالية:
- إيركالين
- الخطوط الجوية الفرنسية[14]
- طيران نيوزيلندا[15]
- Air Niugini
- Airnorth
- Air Tahiti Nui
- Air Vanuatu
- خطوط آلاسكا الجوية
- الخطوط الجوية الأمريكية
- خطوط آسيانا الجوية
- طيران بانكوك
- الخطوط الجوية البريطانية
- كاثي باسيفيك[16]
- الخطوط الجوية الصينية
- خطوط شرق الصين الجوية
- خطوط جنوب الصين الجوية
- إل عال[17]
- طيران الإمارات
- خطوط فيجي الجوية
- فين إير
- إيتا (شركة طيران)[18]
- الخطوط الجوية اليابانية
- خطوط جيت ستار الجوية
- خطوط جيتستار آسيا الجوية
- Jetstar Japan
- Jetstar Pacific  [لغات أخرى]‏[19]
- الخطوط الجوية الملكية الهولندية[20]
- خطوط لان الجوية
- Solomon Airlines
- الخطوط الجوية السريلانكية
- الخطوط الجوية الفيتنامية
- ويست جت إيرلاينز  [لغات أخرى]‏

### المشاريع المشتركة
دخلت شركة كانتاس في مشاريع مشتركة مع شركات الطيران التالية:
- الخطوط الجوية الأمريكية[21]
- خطوط شرق الصين الجوية[22]
- طيران الإمارات[23]

## معرض صور

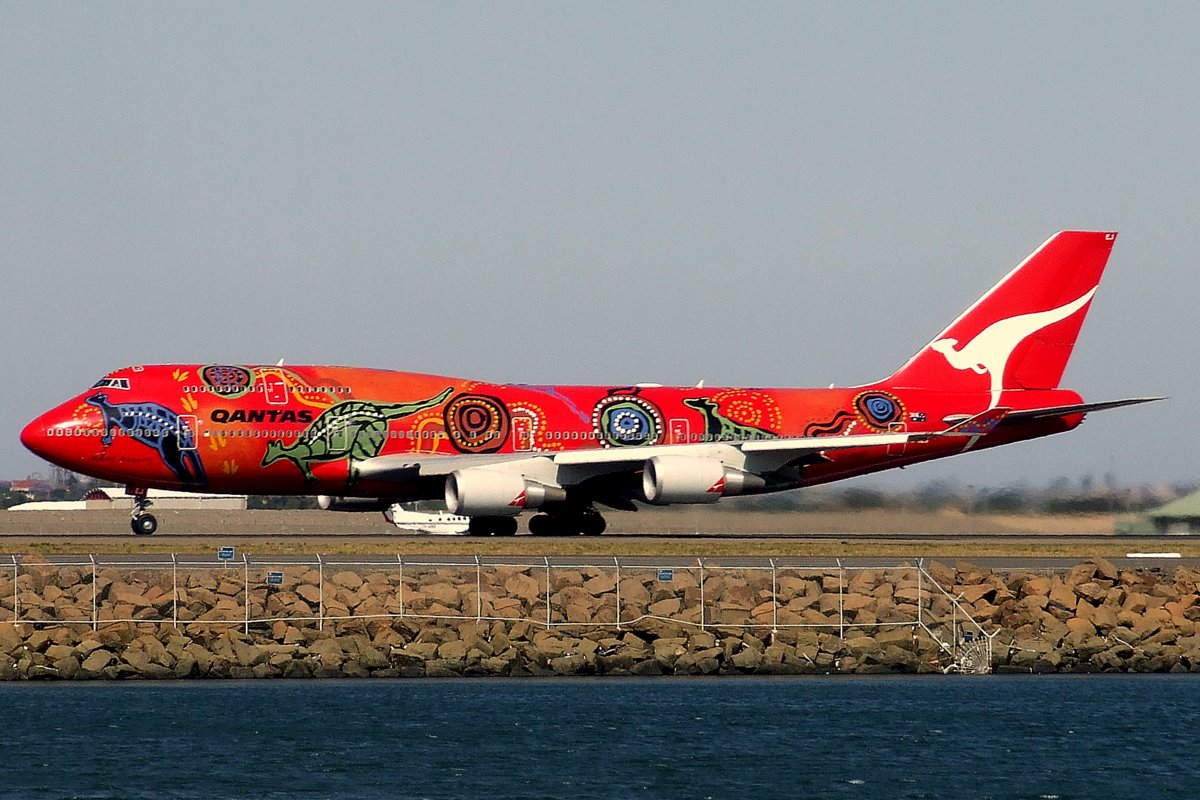
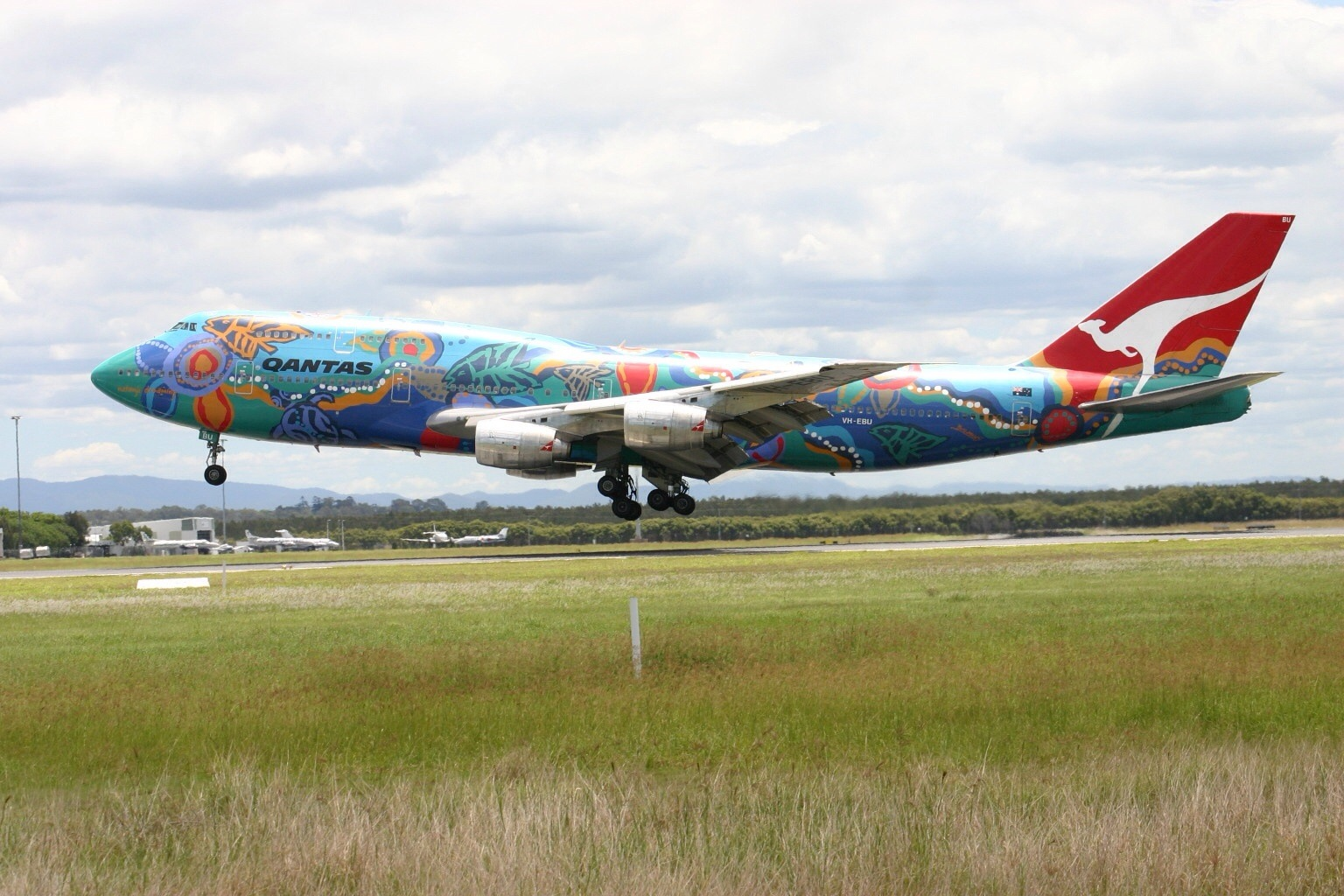
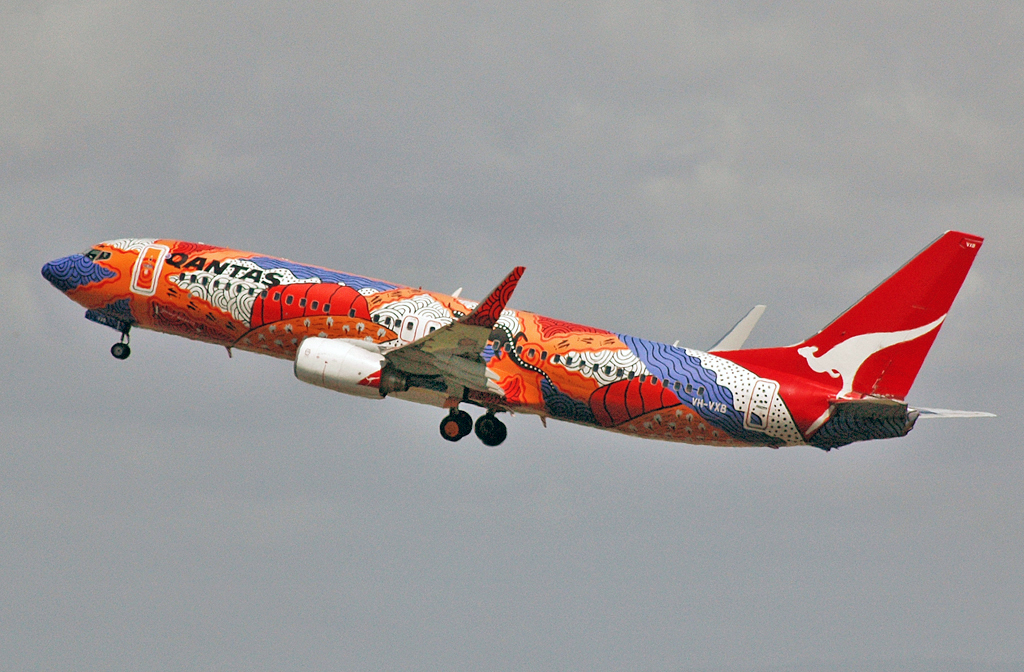
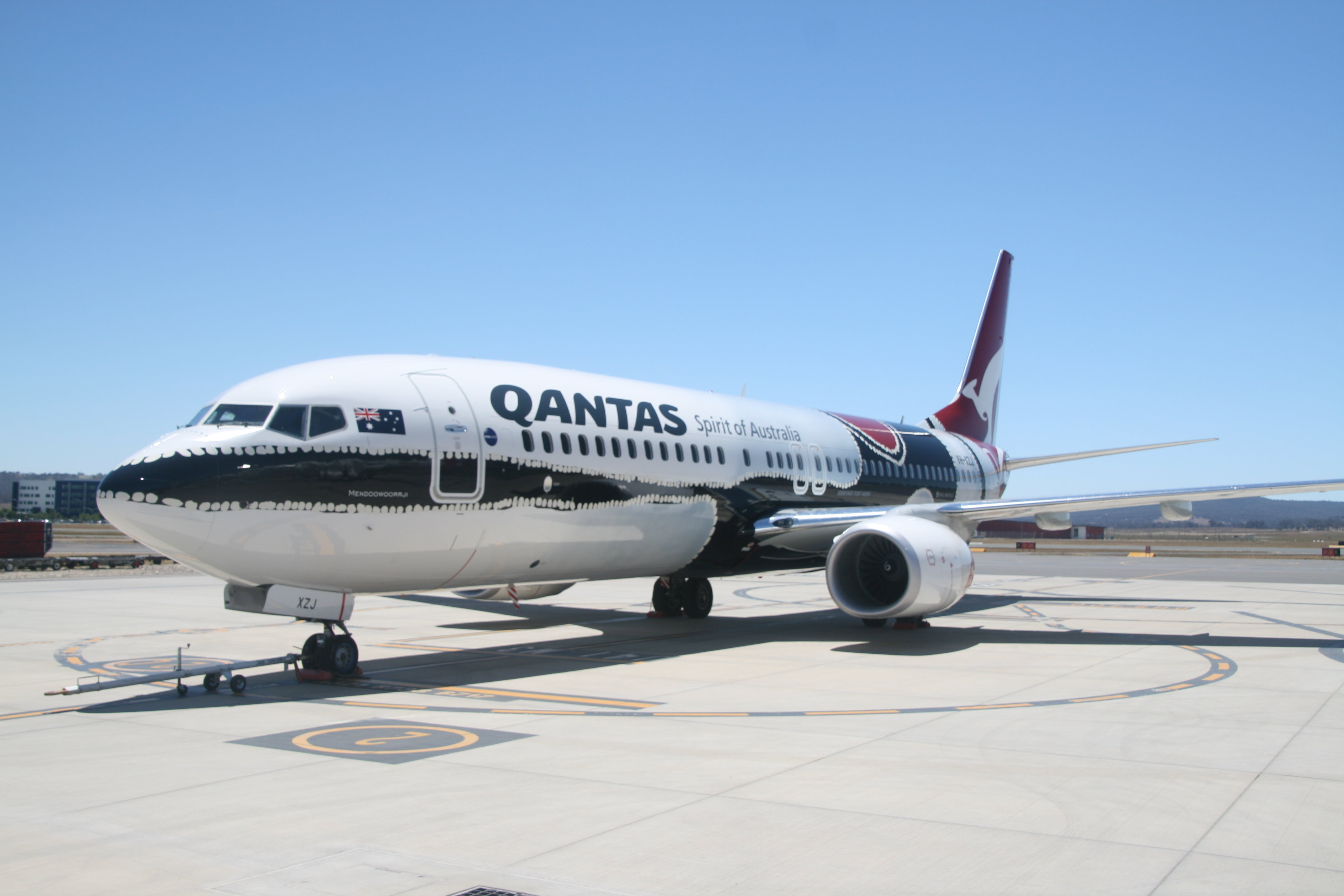
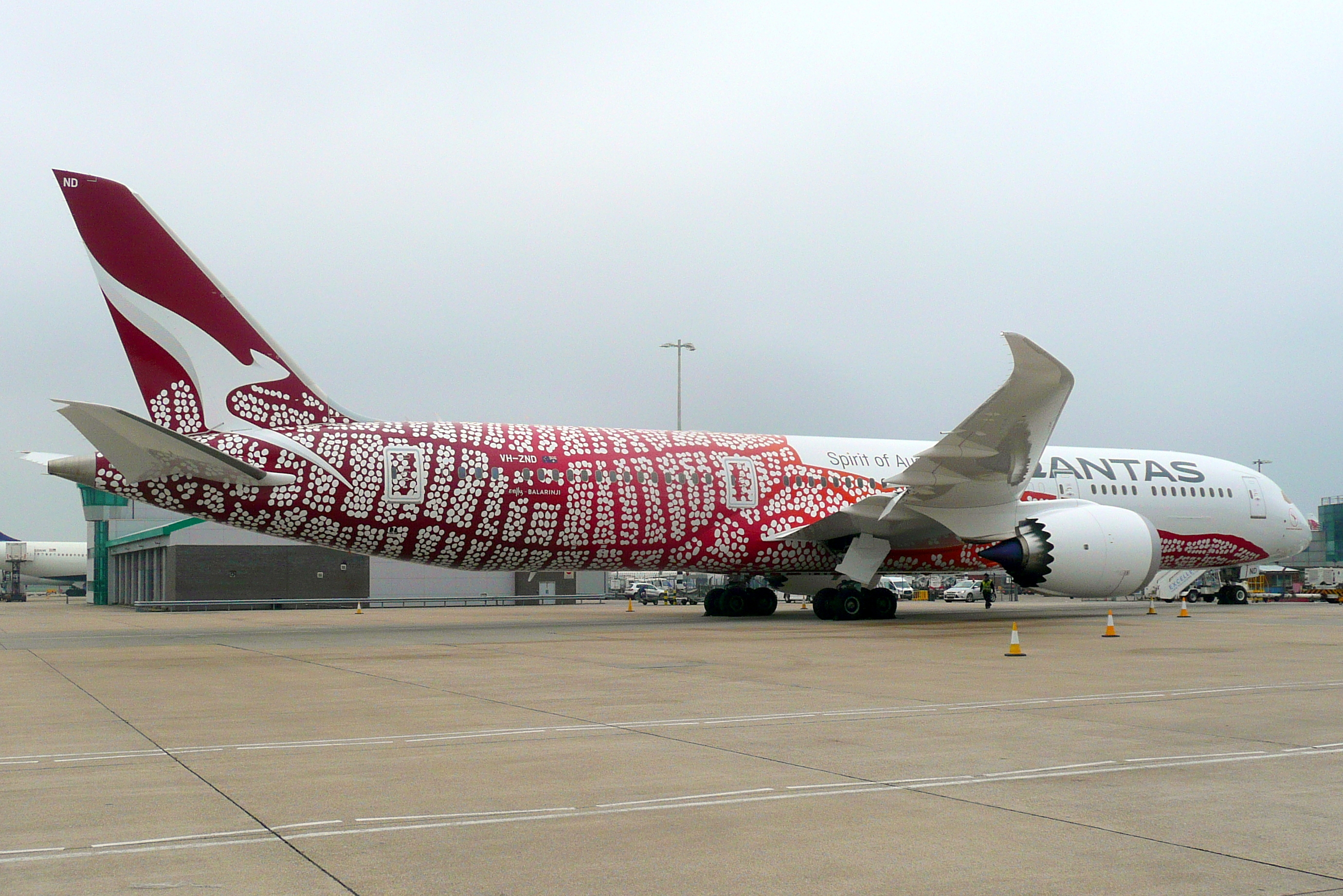